# PnB Rock
Раким Хашим Аллен (англ. Rakim Hasheem Allen; 9 декабря 1991, Филадельфия, Пенсильвания — 12 сентября 2022, Лос-Анджелес, Калифорния), более известный под псевдонимом PnB Rock (рус. ПиЭнБи Рок) — американский рэпер, певец и автор-исполнитель. Наиболее известен своим синглом «Selfish» (2016), который достиг 51-го места в американском Billboard Hot 100. Его второй студийный альбом TrapStar Turnt PopStar вышел в 2019 году.
12 сентября 2022 года PnB Rock был застрелен в ресторане Roscoe's House of Chicken 'N Waffles в Лос-Анджелесе в результате ограбления.

## Биография
Раким Аллен родился 9 декабря 1991 года в районе Джермантаун в Филадельфии, штат Пенсильвания. Он был воспитан матерью из-за того, что его отца убили, когда ему было 3 года. В подростковом возрасте он жил на северо-востоке Филадельфии. Раким вырос, слушая Тупака Шакура и группу Jodeci. В возрасте 13 лет Аллена отправили в программу содержания под стражей несовершеннолетних за совершение грабежей и драк в школе. Когда ему исполнилось 19 лет, его приговорили к 33 месяцам тюремного заключения за хранение наркотиков и другие преступления. Аллен был бездомным в течение короткого периода времени после освобождения из тюрьмы. Он так и не закончил среднюю школу. Позже Аллен принял сценический псевдоним PnB Rock, который отдавал дань уважения Пасториусу и Бейнтону, углу улицы недалеко от того места, где он вырос, в филадельфийском районе Джермантаун. У Ракима была девушка. У пары два ребёнка.

## Карьера
24 июня 2014 года PnB Rock выпустил свой дебютный микстейп Real N*gga Bangaz. Он написал его, когда сидел в тюрьме. В 2015 году PnB Rock подписал контракт с Atlantic Records, и на этом лейбле он выпустил свой третий микстейп под названием RnB3. В июне 2016 года он выпустил сингл «Selfish». Песня достигла 51-го места в американском чарте Billboard Hot 100. В октябре 2016 года Rolling Stone включили его в свой список «10 новых артистов, о которых вам нужно знать».
10 января 2017 года он выпустил свой четвёртый микстейп GTTM: Goin Thru the Motions. Он дебютировал под номером 28 в американском чарте Billboard 200. Впоследствии, в апреле 2017 года, он участвовал в записи саундтрека Форсаж 8. В июне 2017 года PnB Rock был одним из десяти фрешменов XXL.
Его альбом TrapStar Turnt PopStar был выпущен в 2019 году.
PnB Rock участвовал на песне Эда Ширана «Cross Me» с альбома No.6 Collaborations Project.
В январе 2020 года PnB Rock выпустил песню «Ordinary» при участии Pop Smoke. В январе 2021 был выпущен сингл «Rose Gold» при участии умершего King Von.
В феврале 2022 года PnB Rock выпустил микстейп SoundCloud Daze. Его последней песней, выпущенной при жизни, стала «Luv Me Again». Трек вышел 2 сентября 2022 года.

## Смерть
PnB Rock был убит 12 сентября 2022 года во время ограбления в ресторане Roscoe’s House of Chicken 'N Waffles недалеко от Мейн-стрит и Манчестер-авеню в Лос-Анджелесе. Раким Аллен был в ресторане со своей девушкой, которая разместила фотографию с указанием местоположения в посте в Instagram. По крайней мере, один подозреваемый подошёл к жертве и его девушке, когда они ели, и потребовал «имущество», сказала капитан полиции Лос-Анджелеса Келли Муниз. Она не смогла сказать, какое имущество требовал убийца. Журнал Los Angeles Times написал, что целью атаки были драгоценности рэпера. После словесной перепалки подозреваемый несколько раз выстрелил в жертву и скрылся на машине в неизвестном направлении. Стрельба произошла в 13:15 по местному времени. Раким был доставлен в больницу, смерть констатирована в 13:59.
28 сентября 2022 года полиция Лос-Анджелеса подтвердила, что неназванный 17-летний подросток был арестован в связи с убийством, а 32-летняя женщина, Шонтел Трон, за соучастие. 29 сентября 2022 года был арестован третий подозреваемый, отец 17-летнего Фредди Трон. Несовершеннолетнему и ему отцу предъявлено обвинение по одному пункту обвинения в убийстве первой степени, двум пунктам обвинения в грабеже второй степени и одному пункту обвинения в сговоре с целью совершения ограбления. В случае признания виновным в убийстве несовершеннолетнему грозит пожизненное заключение с возможностью условно-досрочного освобождения, а Фредди Троуну пожизненное заключение без возможности условно-досрочного освобождения или смертная казнь.

## Дискография
Студийные альбомы
- Catch These Vibes (2017)
- TrapStar Turnt PopStar (2019)